# Notothylas pandei
Notothylas pandei là một loài rêu trong họ Notothyladaceae. Loài này được Udar & V. Chandra mô tả khoa học đầu tiên năm 1977.